# Východočeský krajský přebor 1978/1979
V soubojích Východočeského krajského přeboru 1978/79 se utkalo 14 týmů dvoukolovým systémem podzim - jaro. Tento ročník skončil v červnu 1979.

## Výsledná tabulka
Zdroj: 
| Poř. | Tým                              | Z  | V  | R  | P  | VG | OG | B  |
| ---- | -------------------------------- | -- | -- | -- | -- | -- | -- | -- |
| 1.   | TJ Spartak Choceň                | 26 | 15 | 6  | 5  | 36 | 15 | 36 |
| 2.   | TJ Spartak Karosa Vysoké Mýto    | 26 | 12 | 7  | 7  | 42 | 27 | 31 |
| 3.   | TJ Jiskra Holice                 | 26 | 14 | 3  | 9  | 37 | 28 | 31 |
| 4.   | TJ Sparta Úpice                  | 26 | 11 | 8  | 7  | 33 | 33 | 30 |
| 5.   | TJ Spartak Hlinsko               | 26 | 13 | 3  | 10 | 40 | 24 | 29 |
| 6.   | TJ Dvůr Králové nad Labem        | 26 | 10 | 8  | 8  | 37 | 26 | 28 |
| 7.   | TJ Nová Paka                     | 26 | 8  | 12 | 6  | 31 | 27 | 28 |
| 8.   | VTJ Jičín                        | 26 | 9  | 8  | 9  | 36 | 36 | 26 |
| 9.   | TJ Spartak Nové Město nad Metují | 26 | 8  | 10 | 8  | 23 | 28 | 26 |
| 10.  | TJ Světlá nad Sázavou            | 26 | 8  | 7  | 11 | 33 | 34 | 23 |
| 11.  | TJ VCHZ Pardubice "B"            | 26 | 5  | 12 | 9  | 34 | 33 | 22 |
| 12.  | TJ Lanškroun                     | 26 | 9  | 4  | 13 | 29 | 43 | 22 |
| 13.  | TJ Jičín                         | 26 | 6  | 7  | 13 | 30 | 48 | 19 |
| 14.  | TJ Osinek Kostelec nad Orlicí    | 26 | 4  | 6  | 16 | 29 | 66 | 14 |

Poznámky:
- Z = Odehrané zápasy; V = Vítězství; R = Remízy; P = Prohry; VG = Vstřelené góly; OG = Obdržené góly; B = Body

|  | Postup do Divize C 1979/80             |
|  | Sestup do příslušné I. A třídy 1979/80 |